# Gengo
Gengo é uma plataforma de tradução humana online, com sede em Tóquio.

## História
A Gengo foi fundada em 2008 por Matthew Romaine e Robert Laing. Antes de iniciar a Gengo, Romaine era um engenheiro de pesquisa de áudio e tradutor da Sony Corporation e Laing chefiou a Moresided, uma agência de design do Reino Unido. Romaine pensou no conceito de Gengo devido à sua experiência em traduzir documentos em japonês e inglês na Sony, apesar de ter sido originalmente contratado como engenheiro. Antes do rebranding de 2012, a empresa era conhecida como "myGengo".
Em abril de 2010, a empresa lançou sua API, permitindo que os desenvolvedores integrassem a plataforma de tradução do Gengo em aplicativos, sites e widgets de terceiros.
Romaine inicialmente atuou como CTO da empresa. Ele substituiu o co-fundador Robert Laing como CEO em 2015.
Em março de 2018, a empresa lançou o Gengo AI, uma plataforma sob demanda que fornece dados de treinamento multilíngue para os desenvolvedores de aprendizado de máquina.
Em janeiro de 2019, o Gengo e o Gengo AI foram adquiridos pela Lionbridge Technologies e foram renomeados para Lionbridge AI.

## Financiamento
A rodada inicial de investimentos de 750 mil dólares da empresa foi concluída em setembro de 2010. Os investidores incluíram Dave McClure, da 500 Startups, o fundador do last.fm, Felix Miller, Delicious, Joshua Schachter, Brian Nelson (CEO da ValueCommerce no Japão), Christoph Janz, co-fundador da Pageflakes, Benjamin Joffe (CEO da Plus Eight Star na China), e vários investidores-anjos japoneses. Isso foi seguido por uma nova rodada de financiamento inicial de cerca de um milhão de dólares em meados de 2011.
Uma rodada da Série A de 5,25 milhões de dólares, liderada pela Atomico e unida por 500 Startups, terminou em setembro de 2011, seguida por um investimento inicial da Série B de 2013 de doze milhões de dólares liderado pela Intel Capital.
A empresa anunciou seu financiamento da Série C de 5,4 milhões de dólares em abril de 2015.